# Palm Canyon Trail
Pour les articles homonymes, voir Palm Canyon.
Le Palm Canyon Trail est un sentier de randonnée américain dans le comté de Yuma, en Arizona. Protégé au sein du Kofa National Wildlife Refuge, il est lui-même classé National Recreation Trail depuis 2007.